# Pristina (rejon statystyczny Kosowa)
Pristina (alb.: Rajoni i Prishtinës; serb.: Приштински округ, Prištinski okrug) − jeden z siedmiu, i zarazem największy rejon statystyczny w Kosowie którego siedzibą jest miasto o tej samej nazwie.

## Podział administracyjny
W rejonie tym znajduje się 8 miast będących jednocześnie siedzibami gmin, oraz 298 wsi i osiedli:
| Gmina                                          | Liczba ludności (2011) | Powierzchnia (km²) | Gęstość zaludnienia (os./km²) | Wsi i osiedla |
| ---------------------------------------------- | ---------------------- | ------------------ | ----------------------------- | ------------- |
| Pristina                                       | 198 897                | 572                | 347,7                         | 41            |
| Podujevo                                       | 88 499                 | 663                | 133,5                         | 76            |
| Glogovac/Drenas                                | 58 531                 | 290                | 201,8                         | 37            |
| Lipjan                                         | 57 605                 | 422                | 136,5                         | 70            |
| Kosovo Polje/Fushë Kosovë                      | 34 827                 | 83                 | 419,6                         | 15            |
| Obilić/Kastriot                                | 21 549                 | 105                | 205,2                         | 19            |
| Gracanica                                      | 10 675                 | 131                | 81,5                          | 16            |
| Novo Brdo/Artanë                               | 6 729                  | 204                | 33,0                          | 24            |
| Łącznie w całym rejonie statystycznym Pristina | 477 312                | 2 470              | 193,2                         | 298           |

## Grupy etniczne
Według danych spisu statystycznego z 1991 roku, w kosowskim rejonie statystycznym Pristina większość mieszkańców była z pochodzenia Albańczykami. W gminie Pristina stanowili oni 88,63% wszystkich mieszkańców, w gminie Obilić - 80,31%, w gminie Kosovo Polje - 82,63%, w gminie Lipljan - 79,36%, w gminie Podujevo - 98,91%, zaś w gminie Glogovac - 99,87%. W gminie Novo Brdo większeość mieszkańców stanowili Serbowie i Czarnogórcy, którzy stanowili 58,12% mieszkańców gminy.
Według danych spisu statystycznego z 2011 roku, w kosowskim rejonie statystycznym Pristina większość mieszkańców była z pochodzenia Albańczykami. W gminie Pristina stanowili oni 97,8% wszystkich mieszkańców, w gminie Glogovac - 99,9%, w gminie Podujevo - 99,9%, w gminie Lipljan - 94,6%, w gminie Obilić - 92,1%, w gminie Kosovo Polje - 86,9%, zaś w gminie Novo Brdo - 52,4%.
Grupy etniczne zamieszkujące rejon statystyczny Pristina: